# World of Warcraft: Cataclysm
World of Warcraft: Cataclysm (укр. Світ Воєнного ремесла: Катаклізм) — третє доповнення до відеогри World of Warcraft, наступне після The Burning Crusade і Wrath of the Lich King. Було анонсовано на конференції BlizzCon 21 серпня 2009, але деякі подробиці стали відомі раніше. Вийшло 7 грудня 2010, закінчилося 25 вересня 2012 з виходом нового доповнення під назвою Mists of Pandaria.

## Нововведення
Багато локацій в грі зазнали змін у зв'язку з поверненням дракона Смертекрила. Максимальний рівень персонажа зріс із 80-го до 85-го. Список ігрових рас поповнився гоблінами на боці Орди, та ворґенами на боці Альянсу. Також було додано нові сполучення раси та класу, високорівневі зони, близько 3500 нових квестів і допоміжна побічна професія — археологія.
В цьому доповненні з'явилася можливість використання повітряних засобів пересування всім Азеротом, так само як в Нортренді й Позамежжі. Низькорівневі підземелля розширилися геройськими версіями — фортеця Темного Ікла і Мертві копальні. Також стало доступне нове поле бою і нова PvP-зона — Тол-Барад, схожа на Зимохват у Wrath of the Lich King, як і нові групові та рейдові підземелля.
Низькорівневі квести та локації зазнали перероблення. З'явилася можливість розвитку гільдій, додано гільдійські досягнення і нагороди. В оновленні 4.2 був введений атлас підземель, що дозволяє дізнатися все про підземелля або про конкретного боса, а також про нагороди, що випадають з нього.
В плані графіки відбулося підвищення якості відображення води та світла, підтримка DirectX 11.
З'явилися улюбленці, купивши яких за реальну валюту (€10), гравці могли продати їх за ігрові цінності іншим ґеймерам. В оновленні 4.3 був введений пошук випадкових рейдів, що дозволяє гравцям шукати рейд без помітних проблем.

## Сюжет
Головною подією доповнення є повернення дракона-аспекта Смертекрила, раніше переможеного героями. Смертекрил наповнює Азерот елементальними істотами та виривається з-під землі на поверхню, що спричиняє численні катаклізми в усьому світі, як землетруси і повені. Дракон прагне помститися за колишню поразку і знищити Азерот, чому намагаються завадити герої Альянсу та Орди. Їм слід відшукати артефакт Душу Дракона, яким можна подолати чудовисько і припинити руйнування планети.

## Розробка
У лютому 2010 року генеральний директор Blizzard Entertainment, Майкл Морґейм, розповів, що доповнення вийде в цьому ж році. Альфа-тестування почалося 4 травня працівниками Blizzard, членами їх сімей та друзями. Всупереч угоді про нерозголошення, через кілька днів в інтернеті з'явилася клієнтська частина гри, а разом з нею і конфіденційна інформація про доповнення на різних інтернет-ресурсах. Відомо, що представники Blizzard просили керівництво деяких з них закрити цю інформацію до тих пір, поки не буде анульовано NDA.
Закрите бета-тестування стартувало 30 червня 2010 року. У ньому були залучені гравці, які заповнили бета-профіль для тестування гри у своєму акаунті Battle.net, однак взяти участь змогли лише ті з них, кого вибрала компанія Blizzard.
17 серпня було оголошено, що вийде колекційна версія. 4 жовтня вийшов пресреліз, згідно з яким стартом продажів було призначено 7 грудня 2010 року. Для попереднього замовлення доповнення стало доступним 28 жовтня.
Завантаження попередньої версії 4.0.0 стало можливе 16 вересня для всіх користувачів. Вона готувала попередню версію гри до подальшого оновлення, а 12 жовтня стала доступною версія 4.0.1 зі зміненою ігровою механікою (відсутність навичок володіння зброєю, зміна багатьох навичок і вмінь і т. д.).
Вступний ролик до гри розробники продемонстрували 17 жовтня. Згодом, 26 жовтня, стало відомо, що протягом певного проміжку часу Смертекрил буде випадковим чином вбивати гравців на різних територіях Азероту.

## Перехід до доповнення
З 1 листопада 2010 року на офіційних серверах World of Warcraft почався перехід до доповнення Cataclysm, що позначилося різноманітними подіями у грі.
Так, у містах Штормовій та Орґріммар з'явилися посланці культу Сутінкового Молота, які віщували прийдешній кінець світу. Усім світом відкрилися портали з елементалями, які треба було закрити. Для того, щоб закрити портал, слід було знищити всіх елементалів, що знаходилися навколо. Кожен вбитий елементаль зменшував кількість одиниць міцності порталу на 1.
Тралл продовжив працювати над пошуком відповідей на всі ці таємниці. Він вирушив до Наґранду — землі своїх предків у розколотому світі Позамежжя. Біля легендарного Трону Стихій він зустрівся з іншими мудрими шаманами, в тому числі з поважним дворфом Ґаваном Сивоперим, сподіваючись знайти інформацію, що зможе допомогти йому врятувати Азерот від руйнування.
Згодом паніка охопила Орґріммар, Штормовій, Громовий Бескид і Залізогарт. У всіх цих столицях вартові наказували містянам негайно готуватися до евакуації через очікуване грандіозне вторгнення елементалів.
Окрім того, при нальотах Смертекрила локації Азероту стали змінюватися.